# 皮库山
皮库山（葡萄牙語：Montanha do Pico）是位于亚速尔群岛的皮库岛上的复式火山。皮库山是葡萄牙境内的最高点，海拔为2,351（7,713英尺），是大西洋上的第三最高点。皮库山远比亚速尔群岛上的其他山高，其海拔至少为其他山的两倍。

## 历史

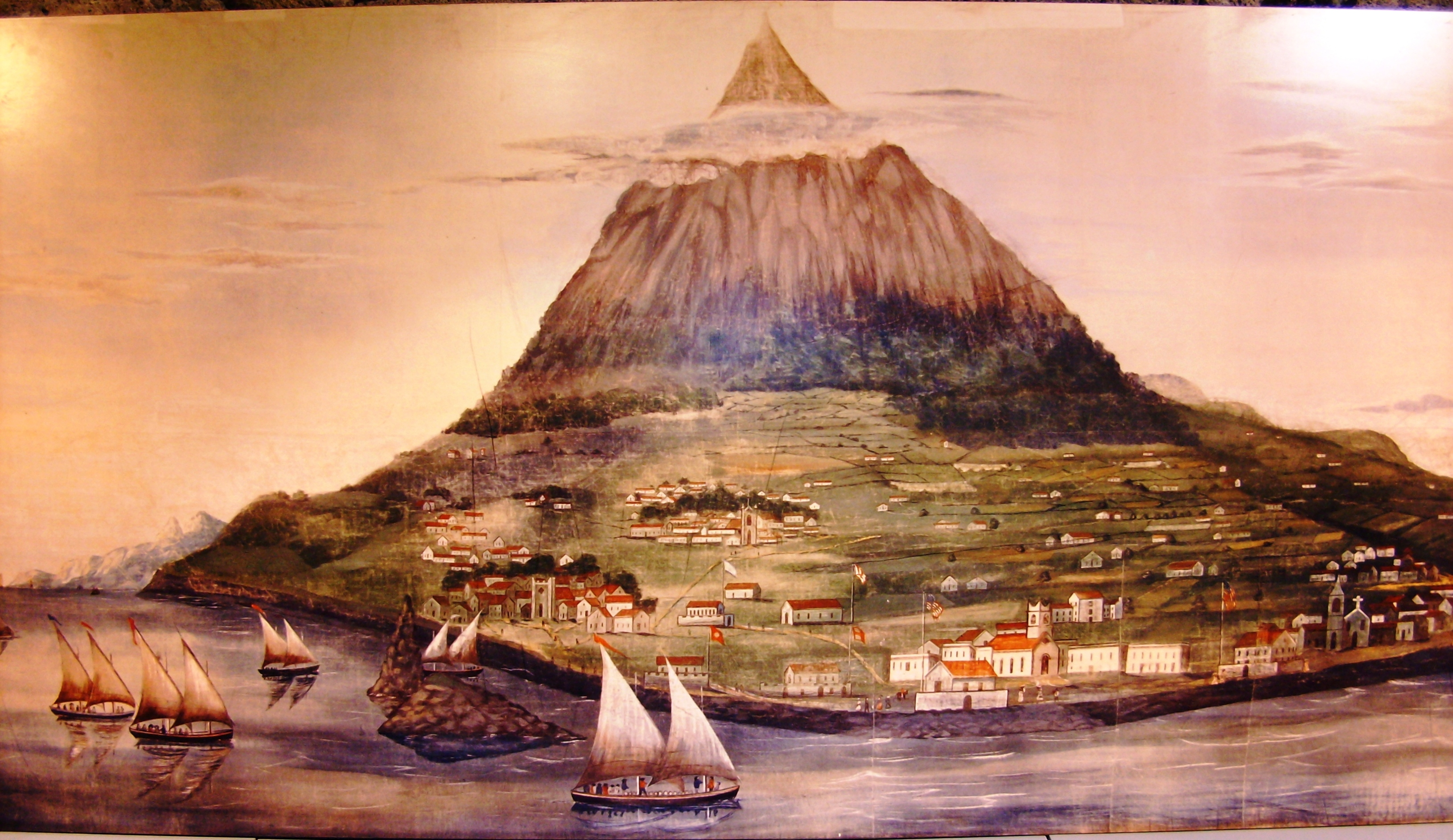
皮库岛和背景的皮库山(1848)

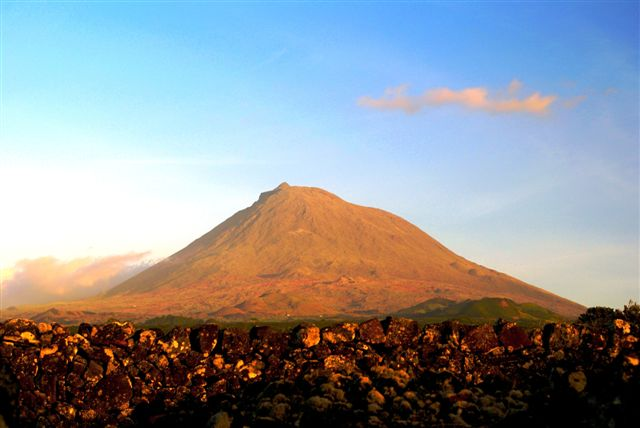
黄昏时的皮库山

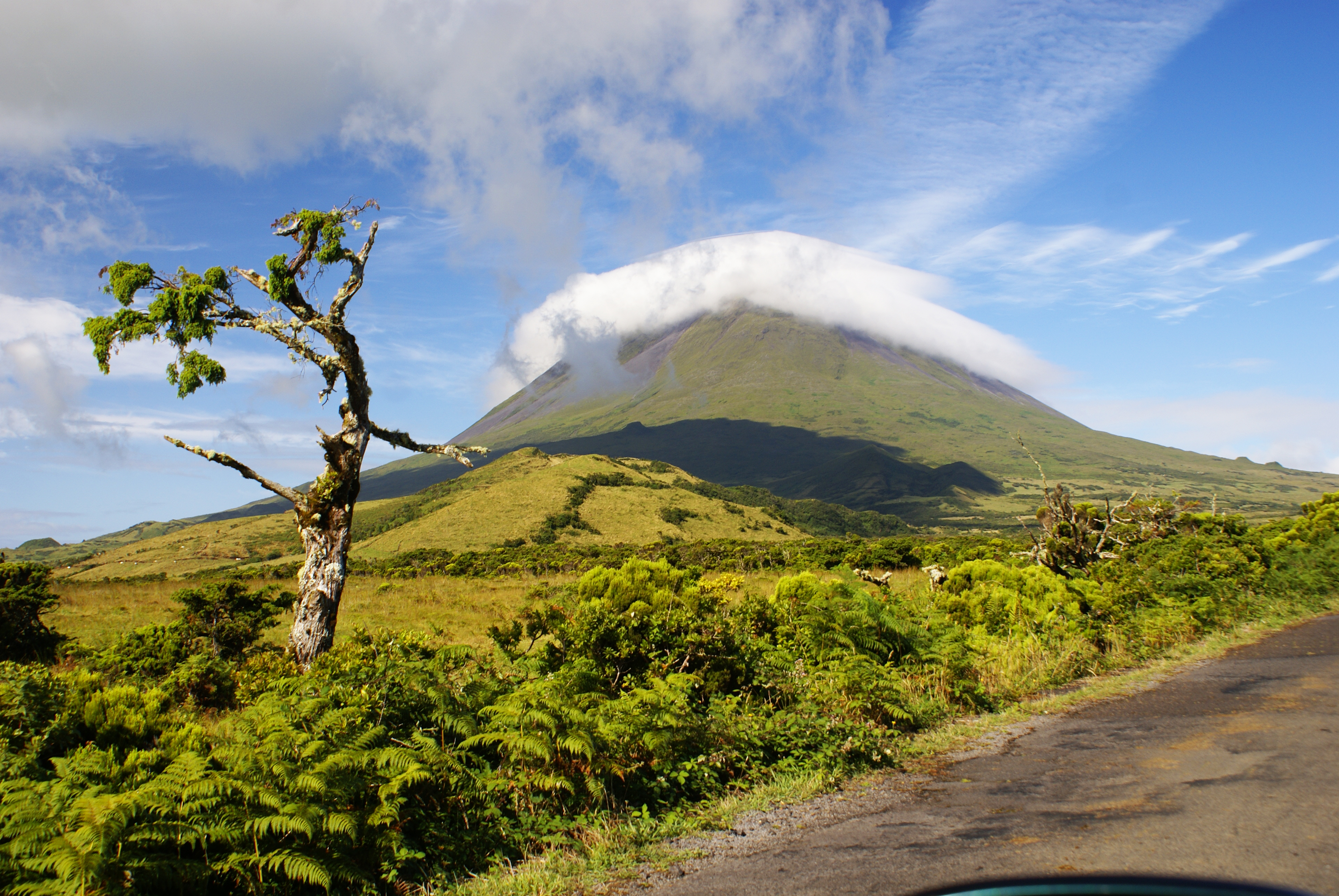
东裂隙区和火山渣锥的景象

历史上皮库山的喷发常常发生在山两翼的火山口，较少发生在山顶火山口。1562-1564年，皮库山火山爆发，熔岩流从东南侧翼流出，一直延伸到海里。1718年的火山爆发，熔岩流也抵达了海岸。最近的一次火山喷发发生于1718年12月。2009年9月29日，当地媒体报道山顶火山口喷发出了火山气体。该地区的地震和火山监测中心（葡萄牙語：CIVISA Centro de Informação e Vigilância Sismovulcânica dos Açores）指出，清晨时火山口开始出现喷出火山气体的现象，逐渐剧烈到整岛甚至法亚尔岛的监测点都能清晰观测到。尽管造成了异常的气象现象，真个中群岛都能看到火山气体的喷发，但是并没有释放出异常的火山气体，其他所有的参数都在正常范围内。

## 地理

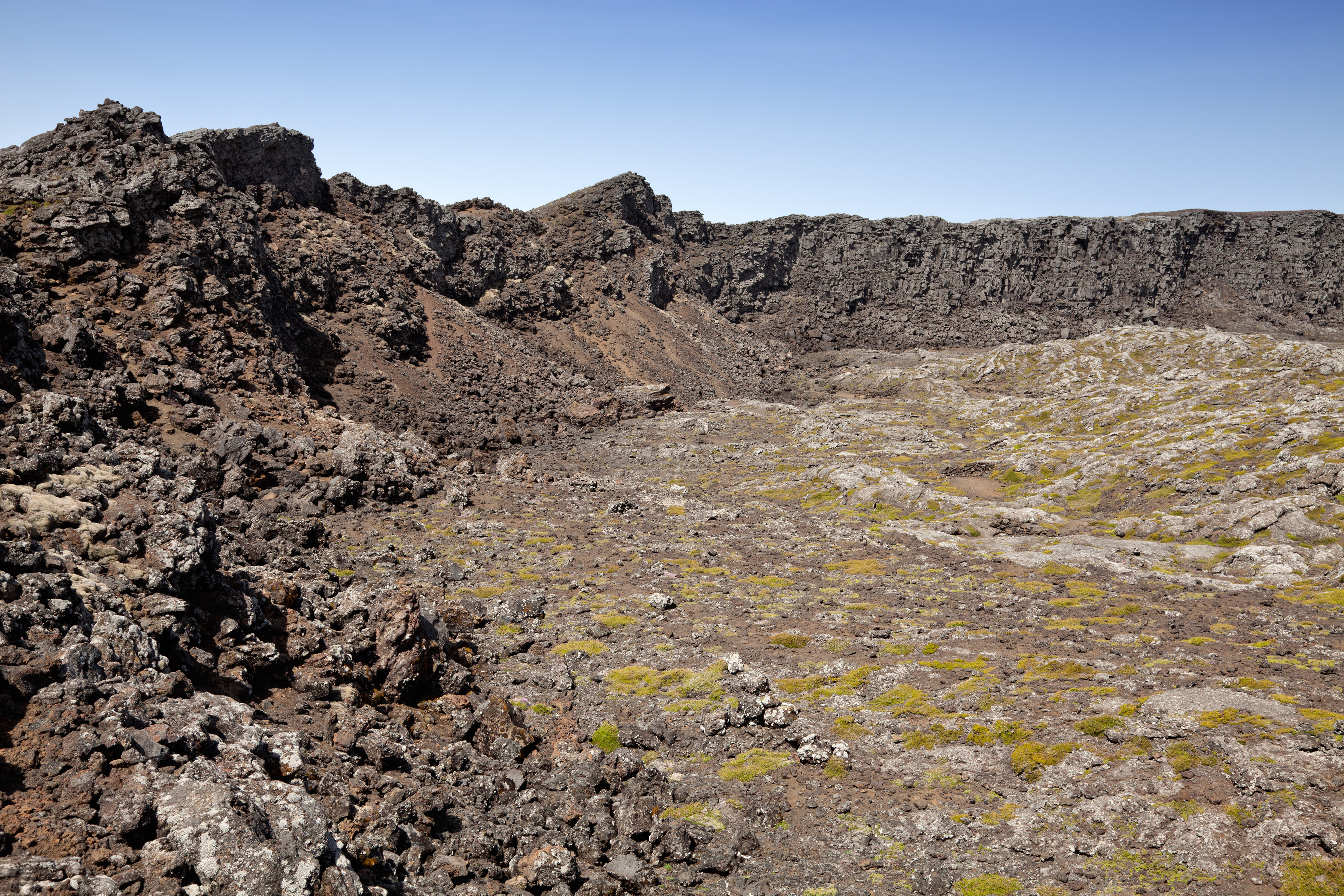
皮库山顶峰锅状火山口（Pico Alto）的边缘

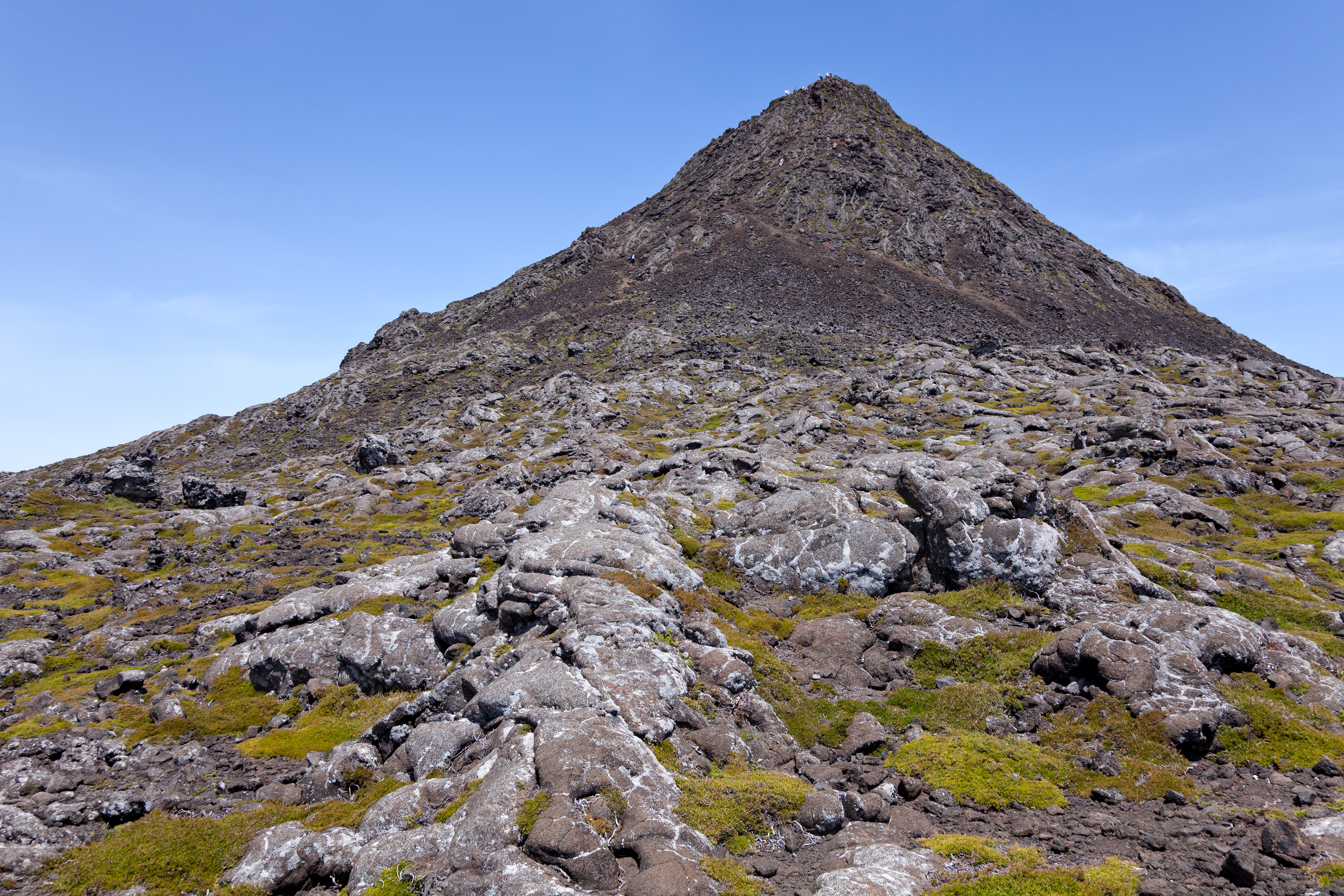
皮库山的一个火山锥，被称作Piquinho或者Pico Pequeno

皮库山是马达莱纳火山群三个火山中的一员，曾在1562年、1718年和1720年喷发。目前的形态学表明，皮库山的历史仅可以追溯到到全新世，放射性碳证明其历史不足6000年。结构上，皮库山可以被细分为两部分：皮库火山（英語：Pico Volcano）和东裂隙区（英語：East Fissural Zone）
皮库山是复式火山，顶峰的形态为锅状火山口。Pico Alto是直径为500米（1,600 ft），深度为30米的火山口。Piquinho或Pico Pequeno 在葡萄牙语中是小山峰的意思，是火山口中高出70米的的火山锥，因此成为了皮库山的最高点。东裂隙区包括几个夏威夷式/斯通波利式火山渣锥和熔岩流，这些熔岩流溢出了许多悬崖，形成了熔岩三角洲（葡萄牙語：fajãs）。